# Ceràmica de figures negres

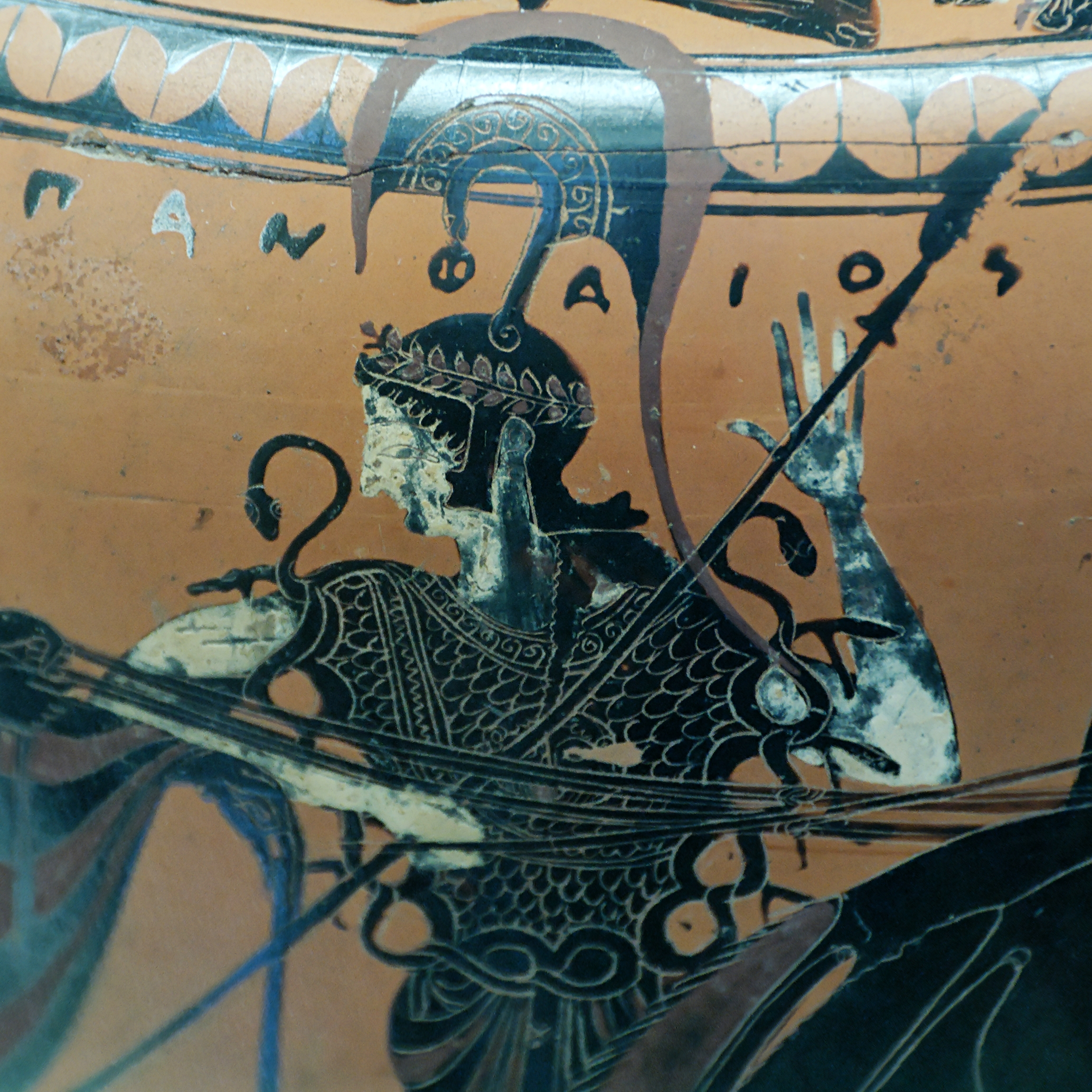
Recipient de ceràmica grega pertanyent a l'estil de figures negres. Al vestit d'Atena s'aprecien les incisions característiques d'aquest estil per a dibuixar els detalls, que queden en color clar sobre la pintura negra.

La ceràmica de figures negres o ceràmica melanogràfica és un estil de la ceràmica grega que va aparèixer a Corint al segle vii aC i va aconseguir el seu màxim apogeu a Atenes el segle vi aC. Aquesta ceràmica, produïda per Andòcines, Nicòstines i altres artesans artistes, es va vendre per tot el Mediterrani. Entre els anys 530 aC i 510 aC va començar a ser substituïda per la ceràmica de figures vermelles.
Es caracteritza pels dibuixos de figures de color negre sobre el fons vermellós d'una terrissa rica en ferro, sobre les quals es raspen els detalls, que queden, com el fons, de color de l'argila. Les figures ocupen tot l'espai de les bandes horitzontals que formen. Aquest estil va ser desenvolupat per corintis i atenencs; els primers solien pintar escenes amb animals, mentre que els segons preferien les trames narratives, amb escenes de la vida quotidiana (funerals, dones banyant-se, desfilades de carros, etc.) o episodis llegendaris de batalles (per exemple, la guerra de Troia) o mitològics (com el kílix amb Dionís navegant en un vaixell).
Sobre la peça de ceràmica s'esbossaven les figures, que es pintaven amb una argila refinada, en forma de suspensió col·loidal de color marró, que en coure's al forn, pren un color negre brillant. Després es raspaven els detalls sobre el negre. A més del negre més característic, es podien afegir altres colors, segons el tipus d'argila que s'usés com a pintura, dels quals els més habituals eren el blanc groguenc i el vermell fosc. Les figures femenines, per exemple, solien fer-se en blanc siluetades en negre atzabeja.